# Valur Gíslason
Valur Fannar Gíslason (Reykjavík, 8 settembre 1977) è un calciatore islandese, difensore dello Haukar.

## Carriera

### Club
Gíslason cominciò la carriera con la maglia del Fram Reykjavík. Fu poi acquistato dall'Arsenal, che lo cedette al Brighton con la formula del prestito. Nel 1998, si trasferì a titolo definitivo ai norvegesi dello Strømsgodset. Esordì nella Tippeligaen il 26 aprile 1998, quando fu schierato titolare nel pareggio per 2-2 sul campo del Sogndal.
Tornò in Islanda nel 2000, per militare nelle file del Fram Reykjavík. Giocò poi nel Fylkir dal 2002 al 2011, fatta eccezione per una stagione al Valur nel 2006. Dal 2012, veste la casacca dello Haukar.

### Nazionale
Conta 5 presenze per l'Islanda, collezionate tra il 2002 e il 2010.